# Alfred Petzelt
Alfred Petzelt (* 17. Januar 1886 in Hügelhausen (polnisch: Rzadkowo), heute einem Ortsteil der Gemeinde Kaczory in der Provinz Posen; † 29. Mai 1967 in Münster) war ein deutscher Pädagoge und Hochschullehrer.

## Leben
Alfred Petzelt ist als ein wichtiger Vertreter der „transzendental-kritischen Pädagogik“ anzusehen (vgl. Krawitz 80). Sein wissenschaftliches Bemühen um „apriorische“ Erkenntnisse ist vermutlich stark biographisch beeinflusst, und zwar durch die Erfahrung des Nationalsozialismus und der für ihn damit verbundenen „Unterrichts- und Erziehungskatastrophe, in die man unsere Jugend und mit ihr unser gesamtes Volk gebracht hatte“. Nie wieder sollten nach Petzelts Überzeugung die jeweiligen Bedingtheiten einer historisch-gesellschaftlichen Situation und ihr Zeitgeist das „Geschäft der Pädagogik“, d. h. Unterricht und Erziehung, normieren. Petzelts überaus starkes Engagement in der Frage gültiger pädagogischer Begriffe, die als Invarianten der Praxis vorausgehen, sind für ihn kennzeichnend.
Alfred Petzelt war zweimal das Opfer wissenschaftlicher Normierungsversuche: Die Zeit des Nationalsozialismus hatte er als Blindenlehrer verbracht, nachdem er 1934 von den Machthabern von seinem Lehrstuhl an der Pädagogischen Akademie Beuthen/O.S. relegiert worden war und 1939 seine Privatdozentur an der Universität Breslau verloren hatte. Als er 1947 sein Hauptwerk „Grundzüge systematischer Pädagogik“ veröffentlichen konnte, hatte er gerade zuvor einen Lehrauftrag an der Universität Leipzig erhalten. Aber auch in Leipzig musste er feststellen, dass seine kritische Einstellung und sein Bemühen nach politisch „unabhängiger“ Erkenntnis mit den Vorgaben und Normierungen der politischen Führung der DDR unvereinbar waren. Er wurde erneut in seinen Vorlesungs- und Publikationsmöglichkeiten eingeschränkt. Im Oktober 1949 floh er in die Bundesrepublik und nahm einen Lehrauftrag an der Universität Münster an. Hier wurde er 1952 zum Ordinarius berufen und konnte noch etwa ein Jahr über seine Emeritierung hinaus bis 1955 lehren und einen Kreis von Schülern heranbilden. Petzelts Pädagogik wird von seinen Schülern in verschiedenen Abwandlungen und Weiterentwicklungen vertreten (vgl. Kauder 1990). Promoviert wurden von ihm Magdalene Innenborg, geb. Busse, (1939), Wolfgang Fischer 1953, Margret Bondel (1954), Marian Heitger (1954), Gustav Vogel (1954), Karl Gerhard Pöppel (1955), Aloysius Regenbrecht (1955), Rudolf Hülshoff (1956), Alexander Senftle (1957), Ommo Grupe (1957), und Renate Jahn (1960).
Renate Winkelmann-Jahn, die bei Petzelt bereits in Leipzig studiert hatte und 1960 von ihm in Münster promoviert wurde, verfügte in ihrem Testament die Entstehung einer Stiftung. Die Alfred-Petzelt-Stiftung (Stiftung nach bürgerlichem Recht) wurde 2018 mit Sitz in Karlsruhe gegründet und hat „die Förderung von Wissenschaft und Forschung, Bildung und Bildungspolitik im Sinne der Prinzipien systematischer Pädagogik von Alfred Petzelt“ zu ihrem Zweck. Dem Vorstand gehören Volker Ladenthin, Thomas Mikhail und Jürgen Rekus an.

## Werk
„Wenn man von Pädagogik spricht, meint man zweierlei: Unterricht und Erziehung“. Mit diesem Satz beginnt Alfred Petzelt seine Grundzüge systematischer Pädagogik. Darin steckt gewissermaßen schon der gesamte systematische Gehalt seiner Theorie (S. 17). Unter Bezugnahme auf Johann Friedrich Herbarts Einleitung zur Allgemeinen Pädagogik stellt Petzelt mit eigenen Worten den Zusammenhang von Unterricht und Erziehung dar: Es gibt „keinen ‚bloßen‘ Unterricht, also einen Unterricht, der keinen erziehlichen Anteil forderte, ebenso wenig wie es eine Erziehung gibt, die ohne Unterricht, also mit dem Nullpunkt des Unterrichts auftreten könnte“ (ebenda). Die Einheit von Unterricht und Erziehung gilt „prinzipiell“.
Alfred Petzelt zählt zu einer Denktradition innerhalb der Pädagogik, welche mit Bezug auf die philosophischen Ausführungen Immanuel Kants versucht, die Bedingungen pädagogischer Praxis prinzipiell aufzuklären. Sein Buch Grundzüge systematischer Pädagogik will deshalb den grundsätzlichen Gedanken der pädagogischen Probleme Ausdruck verleihen. Petzelt geht es nicht um die Erfassung, Beschreibung und Erklärung der realen Bedingungen bzw. Bedingtheiten der Erziehungswirklichkeit, sondern um deren denk- bzw. handlungsnotwendigen Voraussetzungen. Einem nur empirisch ausgerichteten Zugang zur Begründung von pädagogischer Praxis spricht er die Legitimation ab.
Petzelts Streben nach apriorischen Erkenntnissen wurde durch seinen akademischen Lehrer Richard Hönigswald angeregt, der dem Neukantianismus zuzuordnen ist (vgl. Herwig Blankertz 1959; Benner 1973, S. 232 ff.; Lassahn 2000, S. 95 ff.; Menze 1976, S. 78 ff.; Blankertz 1982, S. 283 ff.; Oelkers, Schulz, Tenorth 1989; Kauder 1990 und Pöppel 1998). Das Spezifische an Alfred Petzelts Variante der transzendental-kritischen Pädagogik dürfte in der Synthese mit der Philosophie des Nicolaus Cusanus liegen.
Überschaut man das Werk Petzelts, so kann man zu dem Schluss kommen, dass seine Pädagogik bei aller strengen Systematik einen vornehmlich moralischen Anspruch erhebt (vgl. Rekus 1993). Sie beschreibt nicht eine pädagogische Praxis, welche sich nach zweckrationalen Gesichtspunkten konstruieren ließe, sondern will eine Praxis konstituieren, die das Handeln aller Menschen als pädagogische Aufgabe moralisch bindet: „Eine solche Aufgabe geht jeden Erwachsenen ebenso wie jeden Jugendlichen an. Unterricht und Erziehung sind ihrer Natur nach betrachtet weder Angelegenheiten der Familie, noch der Schule allein, weder des Staates allein, noch der seelsorgenden Kirche allein – sie möchten vielmehr in jenem vertieften Sinne verstanden werden, der ihnen zukommt. In solchem Verstehen wollen sie ohne Einschränkung als das genommen werden, was sie sein müssen: Sie verlangen, dass das Ich sich selbst dank seiner eigenen in ihm wohnenden Aktivität innerhalb der Gemeinschaft, zu der es gehört, nach Prinzipien eindeutig macht und stetig erhält!“ (S. 12).
Anders als Herbart, der Moralität zum ausdrücklichen Ziel des pädagogischen Handelns erklärt hatte, das erst im Laufe der Zeit erreicht wird, ist für Petzelt Moralität immer schon als Bedingung für alles menschliche, also auch pädagogische, Handeln gegeben. Moralität erscheint daher in seiner Pädagogik nicht als eigenständiges Ziel, sondern als Prinzip des Pädagogischen. Sie ist mit dem Anspruch verknüpft, dass sie im pädagogischen Handeln zur Geltung gebracht werde. Petzelts Pädagogik kommt in dieser Hinsicht eine politische Bedeutung im negativen Sinne zu, da sie die pädagogische Aufgabe gegen alle verzweckenden Zu- und Eingriffe verteidigt und solchen Übergriffen gegebenenfalls eine eigene, für rechtens gehaltene Praxis entgegenhält (vgl. Kauder 1997).
Die Grundzüge systematischer Pädagogik enthalten deshalb – bei allem Bemühen nach überzeitlicher Geltung – dennoch einen immanent praktisch-politischen Bezug. Petzelt hat allerdings diese (bildungs-)politische Aufgabe selber nicht ausdrücklich verfolgt und sie eher seinen Schülern überlassen. Er zog es vor, nicht zuletzt auf Grund der eigenen Erfahrungen, seine Pädagogik von politischen, d. h. praxisfestlegenden Aspekten möglichst fernzuhalten. Das scheint gerade in systematischer Hinsicht konsequent: „Wenn die Definition dessen, was Pädagogik war und sein konnte, dem Zugriff der politisch gesellschaftlichen und weltanschaulichen Interessenten mit ihren jeweiligen vorpädagogischen Normierungstendenzen entzogen sein sollte, musste ein übergeschichtlicher Maßstab zur Verfügung stehen“ (Blankertz 1982, S. 288). Als Neukantianer verstand Petzelt solcherart Maßstäbe als „regulative Idee“, als „Aufgegebenes“, nicht als inhaltlich bestimmte Gegebenheit. Jedwede Konkretisierung verstand er als notwendigerweise historisch bedingt (vgl. Blankertz 1982, S. 288). Das bedeutet in der Konsequenz, dass Petzelt als „strenger“ Systematiker nie ernsthaft eine „bildungspolitische“ Umsetzung seiner systematischen Pädagogik angestrebt hat.

## Schriften
- Zur Frage der Konzentration bei Blinden. Breslau 1923.
- Was bedeutet wissenschaftliche Pädagogik? Frankfurt 1929.
- Vom Problem der Blindheit. Erfurt 1931.
- Der Begriff der Anschauung. Eine Untersuchung zur Theorie pädagogischen Verhaltens. Leipzig 1933.
- Lehrgut und Lernprozeß in der Schule des Volkes. Erfurt 1933.
- Grundzüge systematischer Pädagogik. Stuttgart 1947. Zweite überarbeitete Auflage: Stuttgart 1955. Dritte unveränderte Auflage mit neuem Register: Freiburg 1964. Neuedition hrsg. von Thomas Mikhail und Jörg Ruhloff: Freiburg 2018.
- als Herausgeber: Nicolaus von Cues. Texte seiner Philosophischen Schriften nach der Ausgabe von Paris 1514, sowie nach der Drucklegung von Basel 1565, Band 1 (der geplante Band 2 nicht erschienen). W. Kohlhammer, Stuttgart 1949.
- Grundfragen des akademischen Studiums. Münster 1951.
- Kindheit – Jugend – Reifezeit. Grundriß der Phasen psychischer Entwicklung. Freiburg 1951. Zweite überarbeitete Auflage 1955. Dritte überarbeitete Auflage 1958. Vierte überarbeitete Auflage 1962. Fünfte unveränderte Auflage 1965.
- Grundlegung der Erziehung. Freiburg 1954.
- Wissen und Haltung. Eine Untersuchung zum Begriff der Bildung. Freiburg 1955. Zweite überarbeitete Auflage 1963.
- Von der Frage. Eine Studie zum Begriff der Bildung. Freiburg 1957. Zweite überarbeitete Auflage 1962.
- Ich und Du. Der vergessene Dialog. Hrsg. Thomas Mikhail. Frankfurt am Main 2008.